# Мария Шампанска
Мария Шампанска (на френски: Marie de Champagne; * ок. 1174, † 29 август 1204, Акон, Израел) е графиня на Фландрия и латинска императрица на Константинопол от рода Дьо Блоа.

## Произход и брак
Тя е дъщеря на граф Анри I(1126 – 1181) от Шампан (Дом Блоа) и Мария Френска (1145 – 1198), дъщеря на френския крал Луи VII и на Алиенор Аквитанска.
Мария се омъжва на 6 януари 1186 г. за граф Балдуин IX от Фландрия и Хенегау.

## Четвърти кръстоносен поход
На 14 април 1202 съпругът ѝ я оставя във Фландрия и се присъединява към Четвъртия кръстоносен поход . Този кръстоносен поход е отклонен към Константинопол , столицата на Византийската империя. Кръстоносците превземат и плячкосват града. Тогава решават да създадат Латинската империя, на мястото на падналата гръцка. На 9 май 1204 г. Балдуин е избран за първи император, Мария за императрица.
Жофроа Вилардуен твърди в хрониката си, че след раждането на второ си дете, Мария изчаква да се възстанови, и тръгва да се присъедини към мъжа си. Тя отплава от пристанището Марсилия с фламандската флота на Жан Несле, сеньор на Брюж, и пристига в Aкра през пролетта на 1203 г. Боемонд IV, княз на Антиохия, я посреща. През 1204 г. в Акон научава, че нейният съпруг, след завладяването на Константинопол през май 1204 г., е избран за новия латински император на Източната империя. Тя иска да отплава за Константинопол, но се разболява и умира в Светите земи след кратко боледуване, без да стъпи в нейната империя. 
Новината за смъртта ѝ достига Константинопол чрез кръстоносците, които идват за подкрепления от Светите земи. Тялото и е пренесено и погребано в катедралата Света София. Болдуин е наскърбен от смъртта на съпругата си. Вилардуен съобщава, че Мария „беше милостива и добродетелна дама“. 

## Деца
Мария и Болдуин имат две дъщери:
- Йохана I (* 1200, † 5 декември 1244), графиня на Фландрия и Хенегау
- Маргарета II (* 2 юни 1202, † 10 февруари 1280), графиня на Фландрия и Хенегау.

### Миниатюри на дъщерите на Мария
- Йохана I
- Маргарета II
- Маргарета II
- Йохана I с двамата си съпрузи